# Le Piccadilly
Pour les articles homonymes, voir Piccadilly (homonymie).
Le Piccadilly, sous-titré « marche », est une œuvre pour piano ou orchestre à cordes d'Erik Satie composée en 1904.

## Présentation

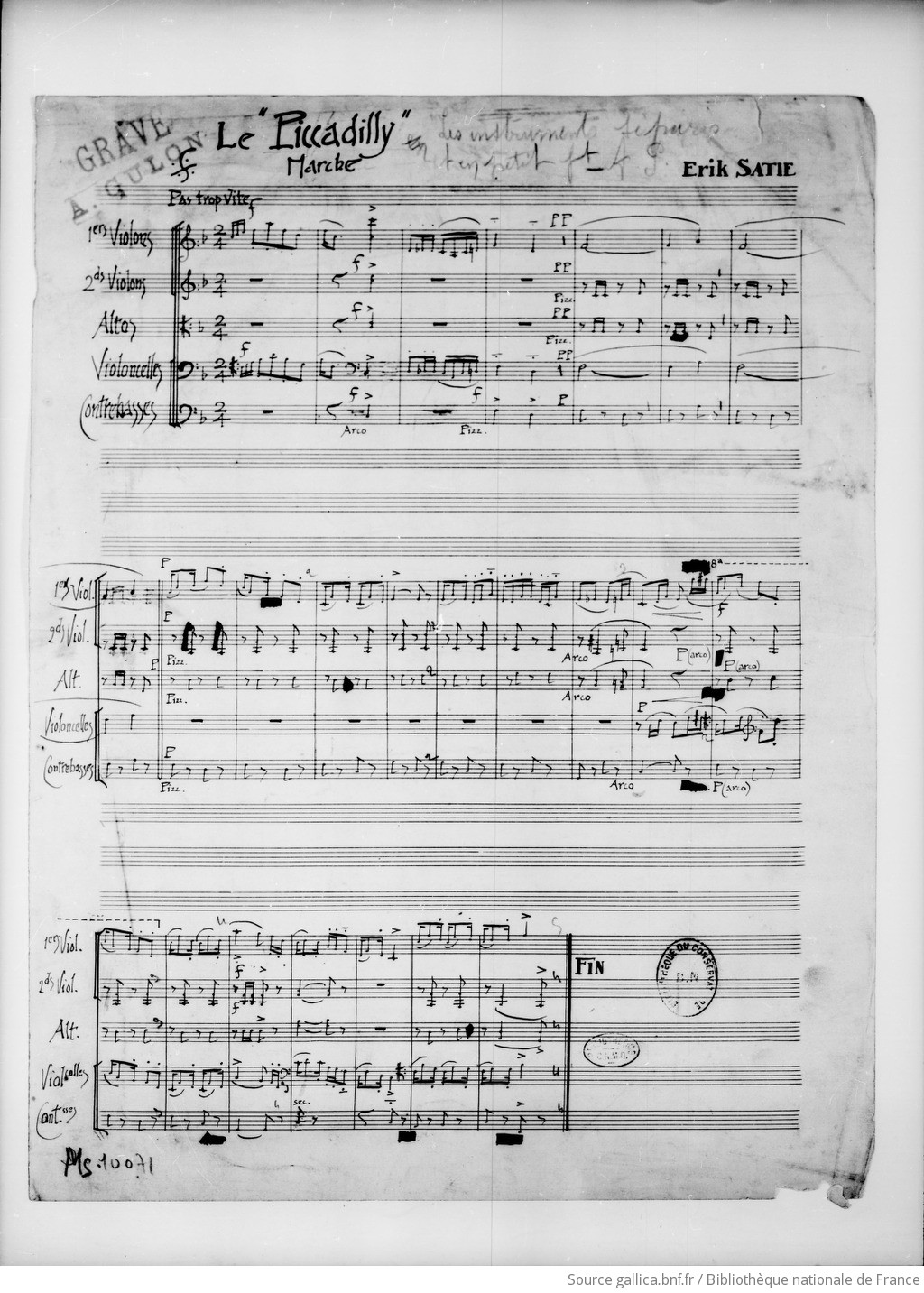
Première page du manuscrit autographe (version pour cordes).

Le Piccadilly est composé en 1904,.
L'œuvre est écrite à partir d'une chanson, La Transatlantique, proposée par les producteurs de La Diva de l'Empire.
Sous-titré « marche », le morceau est un ragtime ou cake-walk et précède de peu dans l'histoire de la musique occidentale celui du Children's Corner de Claude Debussy.
Pour Jean-Pierre Armengaud, Le Piccadilly « se présente comme un standard de marche de forme ternaire, avec trio central, sur le parfait modèle d'un ragtime de Scott Joplin ».
La partition, publiée par Alexis Rouart en 1907 et par Salabert en 1975, existe dans une version pour piano et une pour orchestre à cordes (premiers violons, seconds violons, altos, violoncelles et contrebasses).
Les manuscrits autographes sont conservés à la BnF.
Le Piccadilly est d'une durée moyenne d'exécution d'une minute quarante environ.

## Analyse
Pour Bruno Giner, « passablement plus court qu'un ragtime de Joplin, la pièce en suit néanmoins les principaux éléments de construction formelle, exception faite toutefois de la carrure traditionnelle de 16 mesures. Le tempo tout d'abord : l'indication « Pas trop vite » qui figure en tête de cette partition n'est que la traduction de celle que l'on peut voir sur la plupart des rags, c'est-à-dire « Not fast » ou « Not too fast ». S'en suit une introduction de 4 mesures, un thème en fa majeur de 20 mesures (A), un trio en si bémol majeur de 20 mesures également (B) puis un retour du premier thème (A) ».

## Discographie sélective
Version pour piano :
- Erik Satie Piano Music, Håkon Austbø (piano), Brilliant Classics 99384, 1999.
- Erik Satie : Avant-dernières pensées, Alexandre Tharaud, Harmonia Mundi, 2009[7].
- Tout Satie ! Erik Satie Complete Edition[8], CD 4, Anne Queffélec (piano), Erato 0825646047963, 2015.
- Satie: Complete Piano Music, Jeroen van Veen (piano), Brilliant Classics 95350, 2016.
- Noriko Ogawa plays Erik Satie on an 1890 Erard piano, vol. 1, Noriko Ogawa (piano), BIS 2215, 2016.

Version pour orchestre à cordes :
- Tout Satie ! Erik Satie Complete Edition[8], CD 1, Orchestre du Capitole de Toulouse, Michel Plasson (dir.), Erato 0825646047963, 2015.

### Ouvrages généraux
- Alfred Cortot, La musique française de piano, Paris, Presses universitaires de France, coll. « Quadrige », 1981, 762 p. (ISBN 2-13-037278-3).
- Adélaïde de Place, « Erik Satie », dans François-René Tranchefort (dir.), Guide de la musique de piano et de clavecin, Paris, Fayard, coll. « Les Indispensables de la musique », 1987, 867 p. (ISBN 978-2-213-01639-9), p. 628-634.
- Guy Sacre, La musique de piano : dictionnaire des compositeurs et des œuvres, vol. II (J-Z), Paris, Robert Laffont, coll. « Bouquins », 1998, 2998 p. (ISBN 2-221-08566-3).

### Monographies
- Jean-Pierre Armengaud, Erik Satie, Paris, Fayard, 2009, 782 p. (ISBN 978-2-213-602523).
- Bruno Giner, Erik Satie, Paris, Bleu nuit éditeur, coll. « Horizons » (no 51), 2018, 176 p. (ISBN 978-2-35884-060-6). .
- Vincent Lajoinie, Erik Satie, Lausanne, Éditions L'Âge d'Homme, 1985 (ISBN 978-2-8251-3228-9).
- (en) Robert Orledge, Satie the composer, New York, Cambridge University Press, coll. « Music in the 20th Century », 1990, 394 p. (ISBN 978-0-521-35037-2).
- Anne Rey, Satie, Paris, Éditions du Seuil, coll. « Solfèges », 1974, rééd. 1995, 192 p. (ISBN 978-2-02-023487-0 et 2-02-023487-4).